# Adrián Goransch
Adrián Horst Gilberto Goransch García (Puebla de Zaragoza, México; 25 de enero de 1999) es un futbolista mexicano hijo de padre alemán y madre mexicana, juega de lateral izquierdo y actualmente se encuentra sin equipo.

## Trayectoria

### VfL Wolfsburgo II
Goransch llegó a las inferiores del VfL Wolfsburgo en 2007 procedente del VfB Fallersleben, jugando en las filas juveniles hasta 2018, donde fue ascendido al VfL Wolfsburgo II, equipo de reserva del Wolfsburgo. Sin embargo, no pudo jugar ningún partido con el equipo debido a lesiones, dejando el club a fines de 2019.

### Club América
A pesar de que días atrás fue presentado como jugador del Zacatepec, Goransch fue registrado con el Club América como refuerzo para el Clausura 2020 de la Primera División de México.

#### Club Atlético Zacatepec
El día 30 de enero de 2020 es mandado a préstamo por el Club América (equipo que le contrató pero no permaneció con él puesto que la Federación Mexicana de Fútbol le registró como jugador no formado en México) al Club Atlético Zacatepec, mismo que ya había anunciado la llegada de Goransch semanas atrás pero «los cañeros» borraron la publicación debido a que «las águilas» tenían la esperanza de que la solicitud del cambio de registro a Formado en México prosperara, algo que no sucedió.

#### Retorno a las águilas
Tras no tener participación con el Zacatepec regresa al América para el Apertura 2020 de la Liga MX. El día viernes 3 de julio de 2020 debuta, en la victoria por 2-0 del América ante el Toluca correspondiente al torneo amistoso Copa GNP por México, entrando al campo al 52'.

## Estadísticas
Actualizado al último partido jugado el 27 de noviembre de 2021.
| Sportfreunde Lotte · Alemania |               |               |    |   |   |   |   |    |    |   |  |  |  |  |  |
| 3ª                            | 2021-22       | 12            | 0  | - | - | - | - | 12 | 0  |   |  |  |  |  |  |
| Total club                    | Total club    | 12            | 0  | 0 | 0 | 0 | 0 | 12 | 0  |   |  |  |  |  |  |
| Total carrera                 | Total carrera | Total carrera | 12 | 0 | 0 | 0 | 0 | 0  | 12 | 0 |  |  |  |  |  |
|                               |               |               |    |   |   |   |   |    |    |   |  |  |  |  |  |